# Józef Gajda (żołnierz)
Józef Gajda (ur. 28 grudnia 1899 w Kozicach, zm. 23 czerwca 1969 tamże) – żołnierz Wojska Polskiego II RP i Armii Krajowej. Uczestnik wojny polsko-bolszewickiej i II wojny światowej, kawaler Orderu Virtuti Militari.

## Życiorys
Urodził się w rodzinie Piotra i Anny z d. Ryszkowa. Absolwent gimnazjum. Od listopada 1918 ochotnik w odrodzonym Wojsku Polskim, przydzielony początkowo do 1 pułku artylerii ciężkiej, a następnie do 3 pułku artylerii ciężkiej z którym brał udział w walkach podczas wojny polsko-bolszewickiej.
Szczególnie zasłużył się m.in. 1 czerwca 1920, oraz 9 lipca 1920 podczas walk pod Równem, gdzie „pod ogniem dział utrzymywał łączność, wielokrotnie z narażaniem życia usuwając uszkodzenia”. Za tę postawę został odznaczony Orderem Virtuti Militari.
Po przeniesieniu do rezerwy pracował w rodzinnym gospodarstwie rolnym, następnie na PKP.
Podczas okupacji niemieckiej działał w ZWZ i Armii Krajowej.
Po zakończeniu wojny przez rok więziony w NKWD. Po zwolnieniu aż do emerytury w 1968 pracował na kolei. Zmarł w Kozicach, pochowany na cmentarzu w Korytnicy.

## Życie prywatne
Dwukrotnie żonaty: z Heleną z. d. Owczarek (zm. 1929) i Katarzyną z. d. Kozuń. Dzieci: Roman (ur. 1927), Helena (ur. 1929), Irena (ur. 1932).

## Ordery i odznaczenia
- Krzyż Srebrny Orderu Wojskowego Virtuti Militari nr 204[1][3]